# Meu Coração Desconfia Que Ainda Há Mais do Que Meus Olhos Possam Ver
Meu Coração Desconfia Que Ainda Há Mais do Que Meus Olhos Possam Ver é um álbum demo da banda brasileira NX Zero, lançado em 2003.

## Faixas
| N.º | Título               | Duração |  |
| 1.  | "Gritos do Silêncio" |         |  |
| 2.  | "Tarde Demais"       |         |  |
| 3.  | "Razão de Ser Assim" |         |  |